# Штрахвиц, Гиацинт фон
Граф Гиаци́нт Штра́хвиц фон Грос-Ца́ухе унд Ка́минец (нем. Hyazinth Graf Strachwitz von Groß-Zauche und Camminetz; 30 июля 1893, Камень-Слёнски, Верхняя Силезия, Германская империя — 25 апреля 1968, у озера Кимзе, Бавария, ФРГ) — немецкий танковый командир времен Второй мировой войны, генерал-лейтенант танковых войск вермахта, группенфюрер СС и генерал-лейтенант танковых войск СС,  кавалер Рыцарского креста с Дубовыми Листьями, Мечами и Бриллиантами.

## Биография
Гиацинт фон Штрахвиц родился в Гросштейне, в старинной силезской аристократической семье потомственных военных. Семейные воинские традиции ведут свою историю с битвы с монголами у Легницы в 1241 году. В этой битве монголы разгромили польскую армию под предводительством Генриха Второго, принца Нижней Силезии. Его корни отражает первое (церковное) имя Гиацинт, которое на протяжении 700 лет давалось в семье каждому первому родившемуся ребёнку в поколении по имени святого, в честь которого в давние времена в замке Гросштейн была воздвигнута часовня.

## Военная служба
Фон Штрахвиц поступил на службу в элитное подразделение имперской армии, кирасирский полк Garde du Corps. Этот полк курировал лично кайзер Вильгельм  II. Военное образование фон Штрахвиц получил в военной академии Берлин-Лихтерфельде, где учился вместе с Манфредом фон Рихтгофеном. Он проявил недюжинный талант и стал прекрасным наездником, фехтовальщиком и атлетом. Штрахвиц был перспективным кандидатом на участие в Олимпийских играх 1916 года.

### Первая мировая война
В 1914 году фон Штрахвиц в звании лейтенанта в составе своего полка был отправлен на фронт. В сентябре того же года он участвовал в недельном рейде по французским тылам. Рейд закончился пленом в окрестностях Парижа, вдобавок во время пленения фон Штрахвиц был одет в гражданскую одежду, за что пленившие его французы вынесли смертный приговор. Позже приговор был смягчён и 14 октября 1914 г. заменён на каторжные работы в Кайенне, однако высылка так и не состоялась — вместо этого Штрахвиц через Монпелье и Лион был переведён в тюрьму острова Ре, а оттуда в Каркассон, где его в тяжёлом психическом и физическом состоянии обнаружила комиссия швейцарского Красного Креста. В 1918 г. он был отправлен в Швейцарию, а затем в Германию.
За короткий период службы до плена фон Штрахвиц за смелость успел получить Железный Крест 1 класса и прозвище «Verwegene Graf» («дерзкий граф»). Содержание в плену сильно отразилось на здоровье графа и домой в 1918 году он вернулся совсем больным.

### Межвоенная служба
По возвращении на родину фон Штрахвиц вступил в Freikorps (Фрайкор) — полувоенную организацию для восстановления послевоенного порядка в Верхней Силезии, однако здесь его служба продлилась недолго, поскольку данная территория после войны была отдана вновь образованной Польше. Тем не менее фон Штрахвиц оказался на службе в Рейхсвере в составе 7-го кавалерийского полка, который придерживался старых традиций полков имперской армии.
В 1934 году фон Штрахвиц участвовал в армейских манёврах в районе Бреслау, где в сферу его интересов попали действия моторизованных подразделений.
В 1935 году фон Штрахвиц оказался в составе большого количества кадрового военного состава, из числа которого был сформирован 2-й танковый полк. Полк дислоцировался в Эйзенахе и впоследствии стал костяком будущей 1-й танковой дивизии.
В 1931 году фон Штрахвиц стал членом НСДАП (№ 1 405 562) , а начале декабря 1932 года он вступил в СС (№ 82.857). В СС он был членом личного штаба рейхсфюрера СС .

### Вторая мировая война
В составе своего подразделения граф принял участие в боевых действиях в Польше в качестве офицера снабжения танковой дивизии. Во время вторжении во Францию служил в 1-м батальоне 2-го танкового полка 1-й танковой дивизии. В ходе кампании на Балканах командовал 1-м батальоном.

### Вторжение в СССР
На начальной стадии германского вторжения в СССР в 1941 году фон Штрахвиц командовал 1-м батальоном 2-го танкового полка в составе 16-й танковой дивизии, где он стал популярным и уважаемым полевым командиром с прекрасным тактическим опытом и знаниями. Там к нему прилипло другое прозвище — Der Panzergraf («танковый граф»). Он принял участие во всех важных сражениях начального периода боёв на Восточном фронте, включая форсирование Буга и в танковом сражении у Броды-Дубно. В этот период фон Штрахвиц стал известен своей дерзкой тактикой, применение которой часто позволяло его подразделению наносить большой урон советским войскам. За свои заслуги, в том числе и за предыдущие кампании, 25 августа 1941 года фон Штрахвиц был награждён Рыцарским крестом.

### Кампания 1942 года
В 1942 году фон Штрахвиц получил звание оберст-лейтенанта (подполковника) и вместе со своей 16-й танковой дивизией в составе 6-й армии Паулюса участвовал в летней кампании 1942 года, наступал на Сталинград. Под Сталинградом был ранен и эвакуирован с передовой, избежав незавидной участи, постигшей впоследствии 6-ю армию.
13 ноября 1942 года за успешные боевые действия фон Штрахвиц получил Дубовые Листья к своему Рыцарскому Кресту.

### 1943 год
По возвращении после ранения на фронт, фон Штрахвиц 1 января 1943 г. получил под своё командование танковый полк элитной танковой дивизии «Великая Германия». 3-й батальон его полка был вооружён новыми тяжёлыми танками Panzer VI Tiger. 28 марта 1943 года в ходе тяжёлых боёв в районе Харькова полковник фон Штрахвиц был награждён Мечами к Дубовым Листьям Рыцарского Креста.
Летом 1943 года фон Штрахвиц принял участие в сражениях операции «Цитадель». После провала операции германские войска были вынуждены отступить. Фон Штрахвиц показал себя умелым командиром не только в наступлении, но и в обороне. Он быстро распознавал цели атак противника и проводил несколько контратак во фланги и тыл наступавших. Фон Штрахвиц был признанным экспертом в устройстве противотанковых позиций и засад.

### В составе группы армий «Север»
В 1944 году фон Штрахвиц был переведен на северный фланг Восточного фронта. 1 апреля 1944 года он был представлен к званию генерал-майора и на короткое время стал командиром 1-й танковой дивизии.
15 апреля того же года он 11-м человеком в вермахте был награждён Бриллиантами к Мечам и Дубовым Листьям Рыцарского Креста за боевые действия в районе Тукумса и Риги. К этому времени он уже командовал всеми танковыми силами Группы армий «Север». Эти силы носили название Panzerverband Graf Strachwitz (также известной как Kampfgruppe Strachwitz) и летом 1944 года вели успешные боевые действия в Литве. Так, 21 августа 1944 года фон Штрахвицу удалось, имея всего 50 танков, с боем взять город Тукумс, тем самым предотвратив катастрофу всей группы армий «Север».
К концу 1944 года фон Штрахвиц, помимо занимаемой командной должности, был ответственным за реорганизацию танковых и моторизованных частей вермахта и войск СС.

### Последние бои
В конце 1944 года жизнь Штрахвица чуть не оборвалась в результате серьёзной автомобильной аварии. Лёгкий вездеход, на котором ехал фон Штрахвиц, потерял управление и съехал в кювет, несколько раз перевернувшись через крышу. Его водитель и ординарец погибли на месте. Граф получил травму черепа, сломал несколько рёбер, а также получил множественные переломы рук и ног. Врачи прочили ему долгий период нахождения в госпитале. Но благодаря огромной силе воли фон Штрахвиц уже через несколько недель вернулся на фронт и, будучи ещё на костылях, начал формирование и обучение специальной истребительной бригады в Бад Кудова.
Ситуация на фронте для Германии всё ухудшалась и ухудшалась. Фон Штрахвиц отошёл с боями через Чехословакию в Баварию, где сложил с себя командование и приказал[когда?] всему личному составу сдаться в плен западным союзникам. Он стал военнопленным американской армии.
Не считая тяжелой аварии, за время Второй мировой войны фон Штрахвиц был ранен 10 раз, в том числе имел 2 осколочных ранения в голову.

## Послевоенная жизнь
В 1947 году фон Штрахвиц был отпущен и вернулся в Германию. Пока он находился в плену, его жена погибла, попав под автомобиль, почти сразу после войны. Все своё имущество в Силезии он потерял, оно было конфисковано советскими войсками. В ходе войны он потерял двух своих сыновей (второй погиб в последние дни войны). Поэтому, женившись снова, он начал новую жизнь в Западной Германии.
Дочь Штрахвица от первого брака, Хельга, в годы войны была добровольной помощницей вермахта (Nachrichtenhelferin), а после войны была послом ФРГ в Йемене и Эфиопии.
В 1949 году он был приглашён в Сирию в качестве консультанта, чтобы помочь реорганизовать сельское хозяйство и армию. Но командировка продлилась всего 2 года, так как сирийское правительство, которое его пригласило, было свергнуто. Фон Штрахвиц вернулся в Германию в 1951 году и поселился в Баварии, у озера Кимзее. Умер 25 апреля 1968 года. Был похоронен в Германии, в Грабенштадте.

## Награды
- За танковую атаку (нагрудный знак) в золоте, 4-й класс
- Немецкий крест в золоте (29 мая 1943)
- За ранение (нагрудный знак) в золоте (1939)
- Железный крест 2-й и 1-й класс (1914)
- Рыцарский крест с Дубовыми листьями, Мечами и Бриллиантами (25 августа 1941)
  - дубовые листья (№144) (17 ноября 1942)
  - мечи (№27) (28 марта 1943)
  - бриллианты (№11) (15 марта 1944)
- Нагрудный знак «За ранение» (1939) чёрный (1941)
- Нагрудный знак «За ранение» (1939) в серебре (17 марта 1942)
- Нагрудный знак «За ранение» (1939) в золоте (16 февраля 1943)
- Нагрудный знак «За танковую атаку» в серебре (1941)
- Нагрудный знак «За танковую атаку» в золоте за 100 дней в боевой обстановке (1943/1944)
- Неоднократное упоминание в «Вермахтберихт» (в частности, 2 сентября 1944)